# Liste von Namensreaktionen
Die Liste der Namensreaktionen enthält Reaktionen in der organischen Chemie, die als so wichtig oder besonders erachtet werden, dass sie mit einem eigenen Namen, üblicherweise dem Namen des oder der Entdecker bezeichnet werden. Um in die Liste aufgenommen zu werden, muss die Reaktion in der Sekundärliteratur genannt werden.
Nicht in der Liste aufgenommen werden:
- Nachweisreaktionen, auch wenn sie nach ihrem Entdecker benannt wurden, für diese gibt es die Liste von Nachweisreaktionen
- anorganische Reaktionen
- biochemische Reaktionen
- nicht eigenständig in der Literatur behandelte Varianten von Reaktionen
- nach Produzenten benannte technische Verfahren
- Totalsynthesen von Naturstoffen

Reaktionen, die nicht nach Entdeckern benannt sind, werden nur dann in die Liste aufgenommen, wenn sie explizit in Namensreaktions-Büchern (keine Lexika oder allgemeine Chemie-Literatur) erwähnt werden.

## Legende
- Entdecker: Name des oder der Entdecker
- Jahr: Jahr der Erstbeschreibung (Veröffentlichung)
- Reagenzien: wichtige bei der Reaktion verwendete chemische Verbindungen oder Stoffgruppen (keine Lösungsmittel, Hilfsstoffe o. ä.)
- Kurzbeschreibung: Nennung der Reaktionsart (z. B. Oxidation, Umlagerung...) oder wichtiger Reaktionsschritte
- Zielmolekül(e): Verbindungen oder Stoffgruppen, die mit der Reaktion hergestellt werden, evtl. anfallende weitere Stoffe werden nicht genannt
- Quelle: Ursprungspublikation, in der die Reaktion das erste Mal vom Entdecker erwähnt wurde (keine Sekundärliteratur)

### Bücher, die Namensreaktionen einzeln behandeln
- László Kürti, Barbara Czakó.: Strategic Applications of Named Reactions in Organic Synthesis: Background and Detailed Mechanisms. Elsevier Academic Press, 2005, ISBN 978-0-12-429785-2.
- Thomas Laue, Andreas Plagens: Namen- und Schlagwort-Reaktionen der Organischen Chemie. 5. Auflage, Teubner, 2006, ISBN  978-3-83-510091-6.
- Jie Jack Li: Name Reactions. Springer, 6. Auflage, 2021, ISBN 978-3-030-50864-7, doi:10.1007/978-3-030-50865-4.
- Royal Society of Chemistry: Merck Index. 2021, online
- Zerong Wang: Comprehensive Organic Name Reactions and Reagents. 1, Auflage, Wiley-VCH, 2010, ISBN 978-0-471-70450-8, doi:10.1002/9780470638859.
- A. Hassner, I. Namboothiri: Organic Syntheses Based on Named Reactions. 3. Auflage, Elsevier, 2012, ISBN 978-0-08-096630-4, doi:10.1016/C2009-0-30489-4.
- Bradford P. Mundy, Michael G. Ellerd, Frank G. Favalorro Jr. Name Reactions and Reagents in Organic Synthesis. 2. Auflage, Wiley-VCH, 2005, ISBN 978-0-471-22854-7.
- Jie Jack Li: Wiley Series on Comprehensive Name Reactions:
  - Jie Jack Li, E. J. Corey: Name Reactions in Heterocyclic Chemistry. 1. Auflage, Wiley-VCH, 2004, ISBN 978-0-471-70415-7, doi:10.1002/0471704156.
  - Jie Jack Li, E. J. Corey: Name Reactions for Functional Group Transformations. 1. Auflage, Wiley-VCH, 2007, ISBN 978-0-470-17651-1, doi:10.1002/9780470176511.
  - Jie Jack Li: Name Reactions for Homologations, Band 1 und 2. 1. Auflage, Wiley-VCH, 2009, ISBN 978-0-470-08507-3, doi:10.1002/9780470487044.
  - Jie Jack Li: Name Reactions for Carbocyclic Ring Formations. 1. Auflage, Wiley-VCH, 2010, ISBN 978-0-470-87221-5, doi:10.1002/9780470872215.
  - Jie Jack Li, E. J. Corey: Name Reactions in Heterocyclic Chemistry II. 1. Auflage, Wiley-VCH, 2011, ISBN 978-0-470-08508-0, doi:10.1002/9781118092828.
- Werner Kunz, Eberhard Nonnenmacher: Reaktionen der organischen Chemie. 6. Auflage, Wiley-VCH, 1997, ISBN 978-3-527-29713-9, doi:10.1002/9783527625116.
- Dakeshwar Kumar Verma, Yeestdev Dewangan, Chandrabhan Verma: Handbook of Organic Name Reactions. 1. Auflage, Elsevier, 2023, ISBN 978-0-323-95948-3, doi:10.1016/C2021-0-02076-9.
- Basic Reactions in Organic Synthesis:
  - Gabriel Tojo, Marcos Fernández: Oxidation of Alcohols to Aldehydes and Ketones. 1. Auflage, Springer, 2006, ISBN 978-0-387-25725-9, doi:10.1007/b135954.
  - Gabriel Tojo, Marcos Fernández: Oxidation of Primary Alcohols to Carboxylic Acids. 1. Auflage, Springer, 2007, ISBN 978-0-387-35432-3, doi:10.1007/0-387-35432-8.
- Andrew Evans, Steven Weinreb, Barry Snider (Hrsg.): Organic Reactions. Wiley-VCH, 2004, ISBN 978-0-471-26418-7, doi:10.1002/0471264180.
- Gordon W. Gribble: Indole Ring Synthesis: From Natural Products to Drug Discovery. 1. Auflage, Wiley-VCH, 2016, ISBN 978-0-470-51218-0, doi:10.1002/9781118695692.

### Lexika
- Römpp Online. Georg Thieme Verlag, 2021 (online).
- Boy Cornils, Wolfgang A. Herrmann, Horst‐Werner Zanthoff, Chi‐Huey Wong: Catalysis from A to Z: A Concise Encyclopedia. 4. Auflage, Wiley-VCH, 2013, ISBN 978-3-527-33307-3, doi:10.1002/9783527671380.
- Science of Synthesis, Thieme (online).

### Bücher, in denen Namensreaktionen erwähnt werden
- Reinhard Brückner: Reaktionsmechanismen. 3. Auflage, Spektrum Akademischer Verlag, München 2004, ISBN 3-8274-1579-9.
- Jieping Zhu, Hugenes Bienaymé: Multicomponent Reactions. 1. Auflage, Wiley-VCH, 2005, ISBN 978-3-527-30806-4.
- Siegfried Hauptmann: Reaktionen und Mechanismen der Organischen Chemie.  Vieweg+Teubner, 1991, ISBN 978-3-519-03515-2.
- Klaus Schwetlick: Organikum. 24. Auflage, Wiley-VCH, 2015, ISBN  978-3-527-33968-6.
- Michael B. Smith: Organic Synthesis. 3. Auflage, Elsevier, 2010, ISBN 978-1-890661-40-3, doi:10.1016/C2011-0-69842-4.
- Surya K. De: Applied Organic Chemistry: Reaction Mechanisms and Experimental Procedures in Medicinal Chemistry. Wiley-VCH, Weinheim 2020, ISBN 978-3-527-34785-8, doi:10.1002/9783527828166.
- IUPAC: Compendium of Chemical Terminology (the "Gold Book"). 2. Auflage. Blackwell Scientific Publications, Oxford 1997, ISBN 0-9678550-9-8, doi:10.1351/goldbook.
- K. L. Ameta, Anshu Dandia: Multicomponent Reactions. 1. Auflage, CRC Press, 2016, ISBN 978-1-315-36975-4, doi:10.1201/9781315369754.
- Zbigniew L. Pianowski: Molecular Photoswitches: Chemistry, Properties, and Applications. 1. Auflage. Wiley-VCH, Weinheim 2022, ISBN 978-3-527-35104-6, doi:10.1002/9783527827626.
- Michael B. Smith, Jerry March: March's Advanced Organic Chemistry: Reactions, Mechanisms, and Structure. 1. Auflage. Wiley-VCH, Weinheim 2006, ISBN 978-0-471-72091-1, doi:10.1002/0470084960.
- Eberhard Breitmaier, Günther Jung: Organische Chemie. 8. Auflage, Wiley-VCH, Weinheim 2021, ISBN 978-3-527-35022-3.
- Stéphane Caron: Practical Synthetic Organic Chemistry: Reactions, Principles, and Techniques. 1. Auflage. Wiley-VCH, Weinheim 2011, ISBN 978-0-470-03733-1, doi:10.1002/9781118093559.
- Vittorio Pace: Homologation Reactions: Reagents, Applications, and Mechanisms. 1. Auflage, Wiley-VCH, Weinheim 2023, ISBN 978-3-527-34815-2, doi:10.1002/9783527830237.
- George S. Zweifel, Michael H. Nantz, Peter Somfai: Modern Organic Synthesis: An Introduction. 2. Auflage, Wiley-VCH, Weinheim 2017, ISBN 978-1-119-08676-5.
- Carlos Afonso, Nuno Candeias, Dulce Pereira Simão, Alexandre Trindade, Jaime A S Coelho, Bin Tan, Robert Franzén: Comprehensive Organic Chemistry Experiments for the Laboratory Classroom.  RSC eTextbook Collection, 2016, ISBN 978-1-84973-963-4, doi:10.1039/9781839168673.